# Mimosa lasiophylla
Mimosa lasiophylla är en ärtväxtart som beskrevs av George Bentham. Mimosa lasiophylla ingår i släktet mimosor, och familjen ärtväxter. Inga underarter finns listade i Catalogue of Life.